# Poculina
Poculina es un género de hongos en la familia Sclerotiniaceae.